# Gonzalo Martínez Ortega
Pour les articles homonymes, voir Gonzalo Martínez et Ortega.
Gonzalo Martínez Ortega (né le 27 avril 1934 à Camargo (en), Chihuahua - décédé le 2 juin 1998 à Mexico) était un réalisateur et scénariste mexicain pour le cinéma et la télévision. Également acteur, producteur et directeur de la photographie, il s'est révélé en 1973 avec El Principio pour lequel il remporta un Ariel d'or. Gonzalo Martínez Ortega a été marié à Maribel Tarragó (1962 - 1974), María Luisa Algarra (en) (1974 - 1983), et Rocío Rebollo (1990 - 1998). Il décéda en 1998 dans un accident de la route.

## Filmographie

### Comme réalisateur
Pour le cinéma
- 1973 : El Principio
- 1976 : Longitud de guerra (es)
- 1978 : El Jardín de los cerezos
- 1980 : Del otro lado del puente (es)
- 1980 : El Noa Noa
- 1981 : El Testamento
- 1982 : Es mi vida
- 1985 : El Hombre de la mandolina

Pour la télévision
- 1978 : Del otro lado del puente
- 1986 : El Padre Gallo
- 1986 : La Gloria y el infierno
- 1996 : El Vuelo del águila
- 1997 : La Antorcha encendida

### Comme scénariste
- 1970 : Homenaje a Leopoldo Méndez de Sergio Olhovich
- 1971 : Siempre hay una primera vez de José Estrada, Guillermo Murray et Mauricio Walerstein
- 1973 : El Principio de lui-même
- 1976 : Longitud de guerra de lui-même
- 1978 : El Jardín de los cerezos de lui-même
- 1982 : Es mi vida de lui-même
- 1985 : El Hombre de la mandolina de lui-même

### Comme producteur
- 1982 : Semana santa entre los mayos de Saul Serrano
- 1989 : Luz y sombra (TV)
- 1990 : La Fuerza del amor (TV)

### Comme acteur
- 1970 : Crates d'Alfredo Joskowicz
- 1983 : El Guerrillero del norte de Francisco Guerrero

### Comme directeur de la photographie
- 1987 : Tal como somos (TV)
- 1989 : Luz y sombra (TV)

## Distinctions

### Récompenses
- 1974 : Ariel d'or pour El Principio
- 1997 : Médaille d'argent de la Sociedad Mexicana de Directores pour ses 25 années de carrière

### Nomination
- 1984 : nommé pour l'Ariel d'argent de la meilleure histoire originale pour El Hombre de la mandolina